# Barraca E-04
La barraca E-04 és una barraca de vinya situada al municipi de Subirats (Alt Penedès), al marge esquerre d'un camí al nord de Can Ravella (Ordal).
És una construcció aixecada en pedra seca situada sobre una superfície plana al marge d'un camí, en una zona boscosa i erma. La seva planta és circular i de forma cònica, de 3 m de diàmetre a la base i una alçada màxima de 2,58 m. Disposa, al seu interior, a la dreta de la porta, d'una fornícula a mitja alçada. La construcció és de la tipologia de sostre de falsa volta, típic en aquestes edificacions (acostament de filades de pedra seca, sense cap mena de material d'unió, i amb una gran llosa per tapar el sostre). El portal està orientat al sud, té una alçada de 122 cm, una amplada de 61 cm i un gruix de 82 cm.
La barraca tenia el sostre parcialment caigut i esllavissades importants als costats nord i est. El 2024 va ser restaurada per membres del Grup pedra seca Ordal, que li van posar el nom de 'barraca Gran de Cal Revella'.
El codi utilitzat en la denominació d'aquesta barraca (lletra + número) procedeix d'un estudi realitzat per Araceli Soler i Jaume Rovira, que intenta sistematitzar la informació sobre aquests elements arquitectònics al terme de Subirats.